# Lijst van voetbalinterlands Bulgarije - Denemarken (vrouwen)
Deze lijst van voetbalinterlands is een overzicht van alle officiële voetbalinterlands tussen de nationale vrouwenteams van Bulgarije en Denemarken. De landen hebben tot nu toe vier keer tegen elkaar gespeeld.

## Wedstrijden
| № | Plaats      | Datum             | Competitie           | Wedstrijd              | Uitslag |
| - | ----------- | ----------------- | -------------------- | ---------------------- | ------- |
| 1 | Hjørring    | 29 september 1993 | EK 1995 kwalificatie | Denemarken − Bulgarije | 6 − 1   |
| 2 | Kjoestendil | 25 mei 1994       | EK 1995 kwalificatie | Bulgarije − Denemarken | 0 − 4   |
| 3 | Lovetsj     | 28 oktober 2009   | WK 2011 kwalificatie | Bulgarije − Denemarken | 0 − 0   |
| 4 | Vejle       | 27 maart 2010     | WK 2011 kwalificatie | Denemarken − Bulgarije | 9 − 0   |

## Samenvatting
| Competitie      | Totaal gespeeld | Winst Bulgarije | Gelijk | Winst Denemarken | Doelsaldo Bulgarije – Denemarken |
| --------------- | --------------- | --------------- | ------ | ---------------- | -------------------------------- |
| WK-kwalificatie | 2               | 0               | 1      | 1                | 0 − 9                            |
| EK-kwalificatie | 2               | 0               | 0      | 2                | 1 − 10                           |
| Totaal          | 4               | 0               | 1      | 3                | 1 − 19                           |